# Недодирљиви (филм из 2011)
Недодирљиви (фр. Intouchables) је француска драмедија из 2011. године, коју су режирали Оливијер Накач и Ерик Толедано. Главне улоге тумаче Франсоа Клузет и Омар Си. Девет недеља након објављивања у Француској 2. новембра 2011. године, постао је други највећи хит у Француској, одмах иза филма из 2008. године Добродошли у Стикс. Филм је проглашен културним догађајем 2011. у Француској са 52% гласова у анкети. Филм је добио неколико номинација. У Француској, освојио је награду Цезар за најбољег глумца за Омара Сија и освојио још седам номинација, укључујући и награду Цезар за најбољи филм.

## Радња
Ноћ у Паризу, Дрис (Си) вози Филипа (Клузет) великом брзином. Полиција их прогања улицама и на крају их сустиже. Дрис тврди да је квадриплегичару Филипу хитно потребна помоћ. Филип се претвара да му није добро, а преварени полицајци их прате до болнице.
Ово је прича о пријатељству између двојице мушкараца. Филип је богати квадриплегичар који поседује луксузни хотел. Он и његов помоћница Магали, интервјуишу кандидате да буду његов неговатељ. Дрис, кандидат, нема амбиције да се запосли. Он је управо ту да добије потпис који показује да је био интервјуисан и одбијен да настави да прима социјалну помоћ. Речено му је да се врати следећег јутра како би добио потписано писмо.
Следећег дана, Дрис се враћа и сазнаје да је у пробном периоду за посао који пружа услуге неговатеља. Упркос незаинтересованости Филипа он му у сваком тренутку свог живота, помаже на разне начине. Филипов пријатељ открива Дрисову криминалну евиденцију која укључује шест месеци затвора због пљачке. Филип каже да му није стало до Дрисове прошлости јер је он једини који га не третира сажаљењем. Каже да га неће отпустити све док он исправно ради свој посао.
Филип открива Дрису да је постао инвалид након несреће са параглајдингом и да је његова жена умрла без деце. Постепено, Дрис је саветовао Филипа да у свој приватни живот стави неку наредбу, укључујући и да буде строжи са својом усвојеном кћерком Елисом. Дрис открива модерну уметност, оперу и чак се бави сликањем. За Филипов рођендан, у његовој дневној соби се изводи приватни концерт класичне музике. Осећајући да је концерт сувише досадан, Дрис пева песму од групе Земља, Ветар и Ватра „Буги Вондерленд”, што је резултовало мање досадним рођенданом за Филипа и госте који уживају у музици.
Дрис сазнаје да Филип има разговоре преко писама са женом по имену Елеонора, која живи у Дункерку. Дрис га охрабрује да је упозна, али Филип се боји њене реакције када открије његову онеспособљеност. Дрис на крају убеди Филипа да разговара са Елеонореом преко телефона. Филип се слаже са Дрисом да јој пошаље фотографију у инвалидским колицима, али он оклева и пита своју помоћницу, Ивону, да му пошаље слику пре његове несреће. Датум састанка између Елеоноре и Филипа је договорен. У последњем тренутку, Филип се превише плаши да упозна Елеонору и одлази са Магали пре него што Елеонора стиже. Филип тада зове Дриса и позива га да путује с њим у свом приватном авиону Дасаулт Фалкон 900 за викенд параглајдинга у Алпима.
Адам, Дрисов млађи рођак, који је у невољи са бандом, долази да посети Дриса у кући Филипа под изговором да доставља пошту. Прислушкујући, Филип препознаје Дрисову потребу да подржи своју породицу и ослободи га свог посла, сугеришући да можда неће желети да гура колица читавог свог живота.
Дрис се враћа својим урбаним пројектима, придружује се својим пријатељима и успева да помогне свом млађем рођаку. У међувремену, Филип је унајмио људе да замене Дриса, али он није задовољан ни са једним од њих. Његов морал је веома низак и он престаје да се брине о себи. Израста му брада и изгледа болесно. Магали постаје забринута и контактира Дриса, који стиже и одлучи да вози Филипа у Масератију, што причу враћа на прву сцену филма, полицијску потеру. Након што су избегли полицију, Дрис одводи Филипа на море. Након што се елегантно обрију и обуку, Филип и Дрис стижу у ресторан Каборг са прекрасним погледом на океан. Неколико секунди касније, Елеонора стиже. Емотивно дотакнут, Филип погледа кроз прозор и види Дриса напољу, и насмеши му се. Филип се опрашта са Дрисом који одлази, а са Елеонором ужива у дружењу.

## Улоге
| Глумац            | Улога                |
| ----------------- | -------------------- |
| Франсоа Клузет    | Филип                |
| Омар Си           | Бакари „Дрис” Басари |
| Одри Флеро        | Магали               |
| Ан ле Ни          | Ивон                 |
| Клотилд Моле      | Марсел               |
| Алба Гаија Белуџи | Елиса                |